# Amerotyphlops arenensis
Espèce
Amerotyphlops arenensis est une espèce de serpents de la famille des Typhlopidae. 

## Répartition
Cette espèce est endémique du Paraíba au Brésil. Elle se rencontre dans la réserve écologique Mata do Pau Ferro à Areia.

## Étymologie
Son nom d'espèce, composé de aren[a] et du suffixe latin -ensis, « qui vit dans, qui habite », lui a été donné en référence au lieu de sa découverte, Areia.

## Publication originale
- Graboski, Pereira-Filho, Silva, Costa Prudente & Zaher, 2015 : A new species of Amerotyphlops from Northeastern Brazil, with comments on distribution of related species. Zootaxa, no 3920 (3), p. 443–452.